# Elecciones municipales de 2019 en Tarrasa
Las elecciones municipales de 2019 se celebraron en Tarrasa el domingo 26 de mayo, de acuerdo con el Real Decreto de convocatoria de elecciones locales en España dispuesto el 1 de abril de 2019 y publicado en el Boletín Oficial del Estado el 2 de abril. Se eligieron los 27 concejales del pleno del Ayuntamiento de Tarrasa, a través de un sistema proporcional (método d'Hondt), con listas cerradas y un umbral electoral del 5%.

## Resultados
La candidatura de Tot per Terrassa encabezada por el exalcalde socialista Jordi Ballart ganó las elecciones con una mayoría simple de 10 concejales, acabando con la hegemonía del PSC, que gobernaba en la ciudad desde 1979. Terrassa en Comú perdió toda su representación en el consistorio, al igual que el Partido Popular y la Candidatura de Unidad Popular.  
|                                |                                                                      |         |       |        |            |            |
| Candidaturas                   | Candidaturas                                                         | Votos   | Votos | Votos  | Concejales | Concejales |
| Candidaturas                   | Candidaturas                                                         | Votos   | %     | ±%     | Total      | +/−        |
|                                | Tot per Terrassa (TxT)                                               | 27 972  | 29,28 | +29,28 | 10         | +10        |
|                                | Partit dels Socialistes de Catalunya–Candidatura de Progrés (PSC–CP) | 19 638  | 20,55 | -7,66  | 7          | -2         |
|                                | Esquerra Republicana de Catalunya (ERC-MES)                          | 14 263  | 14,93 | +1,44  | 5          | +1         |
|                                | Ciutadans - Partit de la Ciutadania (Cs)                             | 7747    | 8,11  | -2,69  | 3          | =          |
|                                | Junts per Terrassa (Junts)                                           | 7225    | 7,56  | –4,58  | 2          | –1         |
|                                |                                                                      |         |       |        |            |            |
|                                | Terrassa en Comú-En Comú Guanyem (TeC-ECG)                           | 4637    | 4,85  | –8,64  | 0          | –6         |
|                                | Podemos - Iniciativa Verda - Unitat d'Esquerres per Terrassa (P-IVE) | 3511    | 3,68  | =      | 0          | ±0         |
|                                | Candidatura d'Unitat Popular–Alternativa Municipalista (CUP)         | 3427    | 3,59  | –3,53  | 0          | –1         |
|                                | Partit Popular (PP)                                                  | 2958    | 3,09  | –2,57  | 0          | –1         |
|                                | Vox (Vox)                                                            | 2224    | 2,33  | +2,33  | 0          | ±0         |
|                                | Terrassa per la República - Primàries (TxR)                          | 1233    | 1,29  | +1,29  | 0          | ±0         |
|                                | Família i Vida (PFiV)                                                | 288     | 0,30  | -0,19  | 0          | ±0         |
| Votos en blanco                | Votos en blanco                                                      | 409     | 0,43  | –0,56  |            |            |
|                                |                                                                      |         |       |        |            |            |
| Total                          | Total                                                                | 95.766  |       |        | 27         | ±0         |
|                                |                                                                      |         |       |        |            |            |
| Votos válidos                  | Votos válidos                                                        | 95 532  | 61,34 | +0,17  |            |            |
| Votos nulos                    | Votos nulos                                                          | 224     | 0,25  | –0,17  |            |            |
| Votos emitidos / participación | Votos emitidos / participación                                       | 95 763  | 66,17 | +5,58  |            |            |
| Abstención                     | Abstención                                                           | 60 360  | 38,66 | –5,58  |            |            |
| Censo                          | Censo                                                                | 156 123 |       |        |            |            |
|                                |                                                                      |         |       |        |            |            |
| Fuente                         |                                                                      |         |       |        |            |            |

## Concejales electos
| N.º | Nom                          | Llista | Llista  |
| --- | ---------------------------- | ------ | ------- |
| 1   | Jordi Ballart i Pastor       |        | TxT     |
| 2   | Maria Rosa Boladeras Domingo |        | TxT     |
| 3   | Lluïsa Melgares Aguirre      |        | TxT     |
| 4   | Núria Marín García           |        | TxT     |
| 5   | Noel Duque Alarcón           |        | TxT     |
| 6   | Miguel Ángel Moreno Félix    |        | TxT     |
| 7   | Jennifer Ramírez Porras      |        | TxT     |
| 8   | Xavier Fernández Rivero      |        | TxT     |
| 9   | Raúl Ibáñez Linares          |        | TxT     |
| 10  | Mónica Polo Rubia            |        | TxT     |
| 11  | Isaac Albert i Agut          |        | ERC-MES |
| 12  | Teresa Ciurana i Satlari     |        | ERC-MES |
| 13  | Josep Forn i Cadafalch       |        | ERC-MES |
| 14  | Ona Martínez i Viñas         |        | ERC-MES |
| 15  | Carles Caballero i Peña      |        | ERC-MES |
| 16  | Alfredo Vega López           |        | PSC-CP  |
| 17  | Eva Candela López            |        | PSC-CP  |
| 18  | Adrián Sánchez Morales       |        | PSC-CP  |
| 19  | Javier García Romero         |        | PSC-CP  |
| 20  | Josefina Merino Ramírez      |        | PSC-CP  |
| 21  | Amadeu Aguado i Moreno       |        | PSC-CP  |
| 22  | Marc Armengol i Puig         |        | PSC-CP  |
| 23  | Javier González Delgado      |        | Cs      |
| 24  | David Aguinaga Abad          |        | Cs      |
| 25  | Isabel Martínez Comas        |        | Cs      |
| 26  | Miquel Samper Rodríguez      |        | Junts   |
| 27  | Meritxell Lluís              |        | Junts   |